# 2675 Tolkien
2675 Tolkien eller 1982 GB är en asteroid i huvudbältet som upptäcktes den 14 april 1982 av den brittiske astronomen Martin Watt vid Anderson Mesa Station. Den är uppkallad efter den brittiske författaren J.R.R. Tolkien.
Asteroiden har en diameter på ungefär 10 kilometer och den tillhör asteroidgruppen Flora.